# Дьёндьёши, Янош
Янош Дьёндьёши, при рождении Янош Геллер (венг. Gyöngyösi János; 3 мая 1893, Прешов, Австро-Венгрия — 29 октября 1951, Будапешт) — венгерский политический и государственный деятель, министр иностранных дел Венгрии с 1944 по 1947 год.

## Биография

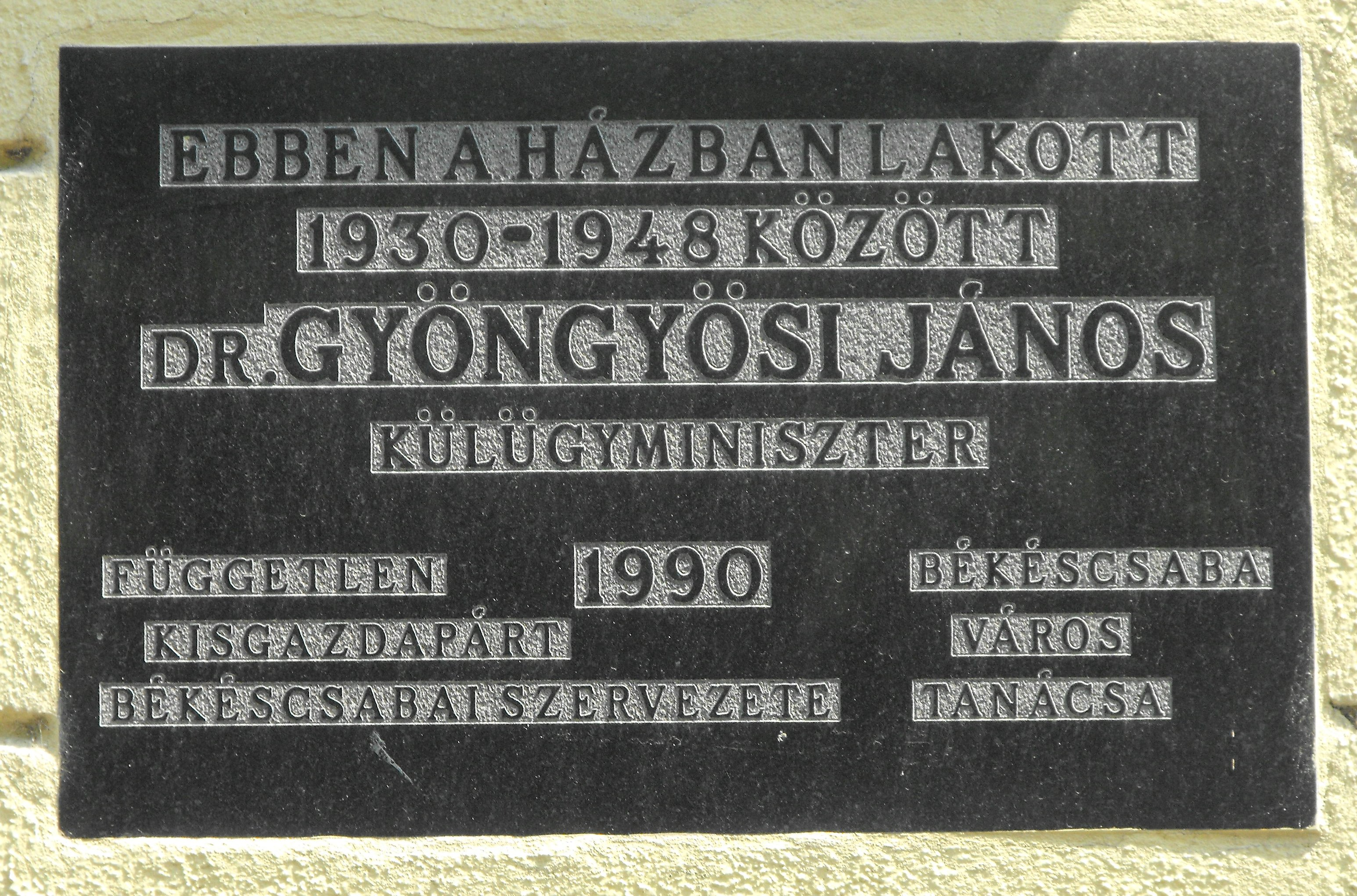
Мемориальная доска Я. Дьёндьёши

Участник Первой и Второй мировых войн. Работал журналистом, окончил Будапештский университет. Во время Второй мировой войны служил офицером запаса в Дебрецене, недалеко от венгерско-румынской границы.
В 1931 году вступил в Партию мелких хозяев. Депутат парламента Венгрии (1939—1944).
С 1944 года в своих статьях поддерживал союзников и Красную Армию и призывал венгерских солдат самообороны капитулировать. Принадлежа к левому крылу своей партии и будучи в хороших отношениях с ведущими политиками Советского Союза, занял пост министра иностранных дел.
В 1946 году участвовал в Чехословацко-венгерском обмене населением.
Со временем переключился на укрепление связей с западными державами (США, Великобритания). В 1947 году подписал Парижские мирные договоры (1947). В результате Венгрия снова потеряла значительную часть своей территории, например, Северную Трансильванию.
После сложения полномочий Ференцем Надем ушёл в отставку. Тем не менее, он не прекратил заниматься политической деятельностью даже после прихода к власти критикуемых им коммунистов. На выборах 1949 года он вошёл в парламент от округа Сольнок.